# San Dana (Gagliano del Capo)
San Dana è, insieme ad Arigliano, una frazione del comune di Gagliano del Capo in provincia di Lecce.
Situata nel basso Salento, tra Montesardo e Gagliano del Capo sulla Strada statale 275 di Santa Maria di Leuca, conta 180 abitanti ed è posizionata a 63 km da Lecce.

## Toponomastica
Il nome deriva dall'omonimo santo albanese, San Dana (o San Danatte), che fu ucciso dai Saraceni proprio nelle campagne appena fuori dal centro abitato, dove oggi sorge una stele in suo ricordo.

## Storia
Le origini molto antiche del paese sono riscontrabili dalle testimonianze pre-bizantine che si trovano nella cripta di Santa Apollonia. Si ipotizza che San Dana, in antichità, fosse una masseria di proprietà dei vescovi greci di Leuca.

## Monumenti e luoghi d'interesse

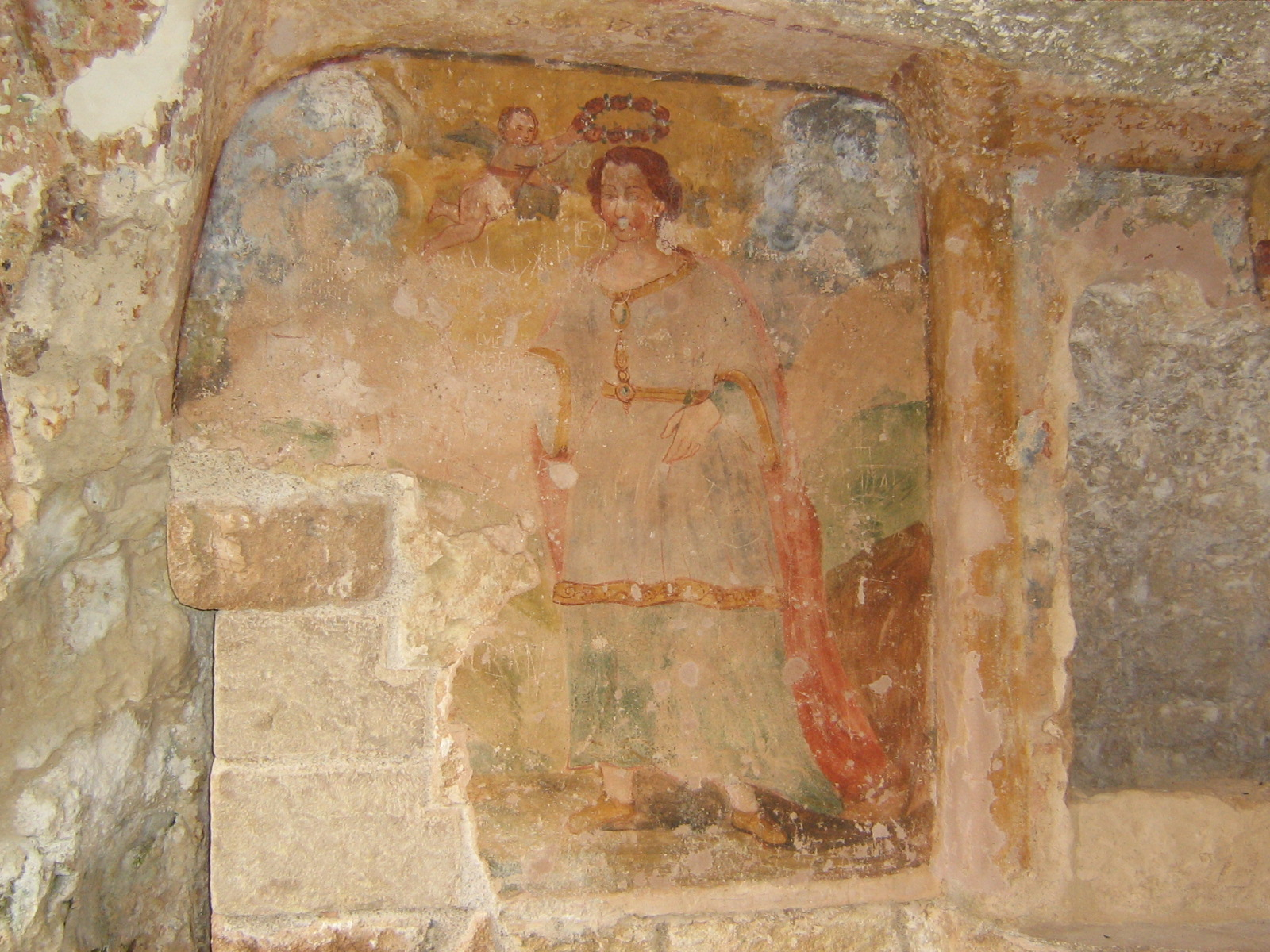
Affresco di Sant'Apollonia nell'omonima cripta

### Cripta Basiliana di Santa Apollonia
La cripta di Santa Apollonia risale ai secoli VI-XI e venne realizzata dai monaci bizantini dell'ordine di San Basilio Magno.
Si tratta di una cripta monovano, di forma quadrilatera irregolare, scavata nella roccia, all'interno della quale, con un unico pilastro, è presente una celletta con un sedile dove soggiornava l'egumeno. Sono presenti alcuni affreschi, dei quali quelli decifrabili sono la Madonna col Bambino, la Trinità, San Francesco d'Assisi e Sant'Apollonia. La struttura è stata recentemente recuperata dopo un lungo periodo di completo abbandono.

### Chiesa Madre
La Chiesa Madre è dedicata al protettore San Dana. Edificata nel XVI secolo, presenta una semplice struttura architettonica, significativamente rimaneggiata nel 1982. L'interno, a croce latina, conserva le ottocentesche tele dell'Immacolata e di Santa Lucia, opere del pittore gaglianese Francesco Saverio Mercaldi; inoltre sono presenti una tela raffigurante San Nicola di Bari e la statua del Santo a cui la chiesa è dedicata.

## Eventi
- Sagra dei Sapori Tipici Salentini - agosto
- Festa in ricordo di San Dana Martire - 16 gennaio, 4/5 agosto